# Яновський Леонід Федорович
Яновський Леонід Федорович (13 квітня 1946 — 28 квітня 1996) — радянський, український актор. Заслужений артист УРСР (1983).

## Біографічні відомості
Народився 13 квітня 1946 р. в Києві.
Закінчив Київський державний інститут театрального мистецтва ім. І. Карпенка-Карого (1974). Виступав на сцені Криворізького російського музично-драматичного театру (1974—1976), був актором Київської кіностудії художніх фільмів ім. О. П. Довженка (1976—1996).
Був членом Спілки кінематографістів України.
Помер 28 квітня 1996 в Києві.

## Фільмографія
| фільм                                | рік  | роль             |
| ------------------------------------ | ---- | ---------------- |
| Тачанка з півдня                     | 1975 | Гнат             |
| Свято печеної картоплі               | 1975 | офіцер і Георгій |
| Спогад                               | 1977 | Петишкін         |
| Талант (телефільм)                   | 1978 | конструктор      |
| Маршал революції                     | 1978 | Сиротинський     |
| Біла тінь                            | 1979 | Головко          |
| Важка вода                           | 1979 | Ковальов         |
| Бунтівний «Оріон»                    | 1979 | Новиков          |
| Поїзд надзвичайного призначення      | 1980 | осавул           |
| Вторгнення                           | 1980 | Комендант        |
| Вигідний контракт                    | 1980 | Кудинов          |
| Від Бугу до Вісли                    | 1980 | Юров             |
| Друге народження                     | 1980 | Дронов           |
| Розколоте небо                       | —    | солдат           |
| Під свист куль                       | 1981 | Опанас           |
| Капіж                                | 1981 | Федір            |
| Високий перевал                      | 1982 | Набока           |
| Щастя Никифора Бубнова               | 1983 | Пастушенко       |
| Останній засіб королів               | 1983 | Бродерик         |
| Бастіон                              | 1983 | ротмістр Дальцев |
| Три гільзи від англійського карабіна | 1983 | Соколов          |
| Звинувачення                         | 1984 | Гаркавий         |
| У привідів у полоні                  | 1984 | Льоня            |
| Екіпаж машини бойової                | 1984 | Івушкін          |
| Канкан в Англійському парку          | 1984 | Фостяк           |
| Зона                                 | 1988 | Овсій Пуп        |
| Спадкоємиця Ніки                     | 1988 | Думітру          |
| Історія пані Ївги                    | 1990 |                  |

В епізодах:
- «За п'ять секунд до катастрофи»
- «Запрошення до танцю» (1977)
- «Республіка на колесах»
- «Прискорення»,
- «Знайди свій дім» (1983)
- «Найкращі роки» (1984)
- «Ми звинувачуємо» (1985)
- «Мама, рідна, любима...» (1986)
- «На вістрі меча» (1986)
- «Міст через життя» (1982, т/ф)
- «Кармелюк» (1985—1986, т/ф)
- «Капітан „Пілігрима“» (1986)
- «І ніхто на світі...» (1985)
- «Точка повернення» (1987)
- «Дама з папугою» (1988)
- «Автопортрет невідомого» (1988)
- «Обережно! Червона ртуть!» (1995) та ін.